# Prinzregententorte
Prinzregententorte (česky dort prince regenta) je kruhový dort o průměru asi 25–28 cm, který sestává z osmi tenkých vrstev piškotu, čokoládo-máslového krému a čokoládové polevy. Dort je rozšířený hlavně v Bavorsku a především pro Mnichov má podobný význam jako Sacherův dort pro Vídeň. 

## Původ
Dort je pojmenován na počest Luitpolda Bavorského, který byl v letech 1886-1912 bavorským regentem. Kdo dort skutečně vymyslel, není ale zcela jasné. 
Za pravděpodobného autora je považován dvorní cukrář  Heinrich Georg Erbshäuser, který si v roce 1875 založil cukrárnu. Roku 1886 vytvořil k příležitosti oslavy 65. narozenin prince regenta dort, který sestával z osmi tenkých plátků piškotu, které symbolizovaly osm bavorských vládních obvodů. Všech osm částí dortového korpusu bylo spojeno čokoládo-máslovým krémem a pokryto speciálním fondánem. Heinrich Georg Erbshäuser byl v roce 1890 jmenován za své zásluhy bavorským královským dvorním dodavatelem.     
Jako další možný autor dortu bývá uváděn Anton Seidl, který v roce 1869 převzal pekárnu svého otce. V roce 1888, dva roky po Heinrichu Georgu Erbshäuserovi, vytvořil podle Dobosova dortu, devítipatrový čokoládový dort, každé patro pro jedno z dětí krále Ludvíka I. Bavorského z rodu Wittelsbachů. Podle rodinné kroniky se dort rychle rozšířil a byl následně nabízen i v jiných cukrárnách. Autor údajně získal písemné povolení proto, aby mohl dort nazývat dortem prince regenta. Písemný souhlas se ale ztratil. Ve starých reklamách a sborníku k 125. letům existence dortu nebyl dort zmíněn.
Dále bývá jako autor zmiňován pekař Johann Rottenhöfer, který ale zemřel již v roce 1872. 

## Příprava
Základem dortu je osm placek o průměru 25–28 cm a tloušťce cca 0,5 cm. V současné době je někdy dort vyráběn jen ze sedmi placek s ohledem na historické snížení počtu bavorských vládních obvodů z osmi na sedm. V závislosti na receptu jsou placky upečeny z piškotového těsta nebo z třeného těsta. Těsta se většinou ochucují vanilkou, případně strouhanou citronovou kůrou. Upečené placky jsou po vychladnutí spojeny čokoládo-máslovým krémem. Ten má v závislosti na receptu také více variant. Nejčastěji je vyroben z vyšlehaného másla a vychladlé klasické směsi mléka svařeného s cukrem, kakaem (nebo čokoládou), kukuřičným škrobem (případně žloutky nebo hladkou pšeničnou moukou) a vanilkou. Krémem se potře a vyrovná povrch poslední placky a také bok dortu. Povrch poslední placky může být potřen meruňkovou marmeládou. Celý dort je na závěr přelit jemně hořkou čokoládovou polevou. Dort se chladí alespoň hodinu v lednici.  